# 中原镇 (琼海市)
中原镇是中华人民共和国海南省琼海市下辖的一个镇。

## 行政区划
中原镇下辖以下村级行政区划单位：
中原村、大锡村、锦武村、仙寨村、迈汤村、逢来村、山仙村、三更村、水口村、黄思村、黄竹村、排塘村、书斋村、沙坡村、新华村、联光村、乌皮村、乐群村、排沟村、长仙村、星池村和仙村。